# Amamanganops baginawa
Genre
Espèce
Amamanganops baginawa, unique représentant du genre Amamanganops, est une espèce d'araignées aranéomorphes de la famille des Selenopidae.

## Distribution
Cette espèce est endémique de Mindoro aux Philippines,. Elle se rencontre vers San Jose.

## Description
La femelle holotype mesure 6,93 mm.

## Publication originale
- Crews & Harvey, 2011 : The spider family Selenopidae (Arachnida, Araneae) in Australasia and the Oriental region. ZooKeys, vol. 99, p. 1-103 (texte intégral).